# کارونگاسور
کارونگاسور (نام علمی: Karongasaurus) نام یک سرده از زیرراسته سوسمارپاشکلان است.